# Turcs
Els turcs (en turc, Türkler) són una nació i el poble de Turquia (p. 378) així com una ètnia, les localitzacions principals de la qual es troben a Turquia, Xipre i Europa del Sud-est. Existeix també una diàspora turca, especialment en països europeus i sobretot a Alemanya. La major part dels turcs viu al propi país de Turquia, on suposen aproximadament un 70-75% de la població.

## Etimologia
La denominació de poble türk es troba per primer cop en cròniques xineses del segle vi, quan es menciona que T'ou-kiue era el nom d'un clan dins d'una confederació de tribus nòmades més gran que duia la denominació pròpia Türk, l'origen i llengua del qual no s'han pogut esbrinar unívocament.
La paraula T'ou-kiue era l'equivalent xinès del turc Turküt o simplement Turc (türk), que vol dir 'fort' i tenien com a tòtem el llop, ja que l'ancestre mític hauria estat alletat per una lloba; l'ancestre dels turcs va tenir, segons la llegenda, deu fills. Al damunt del pal de les seves banderes, els turcs posaven una lloba d'or.
Probablement, eren descendents de grups xiongnu i vivien principalment al massís de l'Altai. Foren vassalls dels juanjuan i fidels aliats, atès que el 546 van alertar de la revolta dels tolös; en aquest moment, el seu kan era T'ou-men (en xinès), més conegut per la seva transcripció de Bumin. Quan aquest va demanar la mà d'una princesa juanjuan, li fou negada. Llavors, Bumin es va aliar al Si Wei del nord-oest de la Xina, que li va concedir la mà d'una princesa imperial xinesa (551). En la guerra que va seguir amb els juanjuan, els turcs van conquerir Mongòlia i els juanjuan es va haver de refugiar a la frontera de la Xina i foren establerts com a vigilants a les marques frontereres. Bumin portava el títol de kan o kakhan, que havia estat en ús entre els juanjuan i era un títol mongol. Va establir la seva capital a l'alt Orkhon.
Bumin va morir el 552 i els seus dominis es van repartir entre els dos fills: Muhan (553-572), kan dels turcs, que va dominar sobre les hordes orientals, i Istami, yabghu (príncep) supeditat a l'anterior, que va governar sobre les hordes occidentals.
Amb el sorgiment dels "türk", el mot passa a ser la denominació política d'una sèrie sencera d'altres nòmades i pobles; i finalment, per un procés que a hores d'ara no s'ha comprès ben bé, passa a ser la denominació general d'una família de llengües i d'un conjunt de pobles, una denominació que serà utilitzada primer pels erudits musulmans, i més tard a Europa. D'aquí en deriva també la denominació per a la població turca d'Anatòlia.

## Història
Els turcs de la Turquia actual es poden encabir en el context lingüístic i ètnic dels pobles turcs. L'assentament humà més antic conegut sota el nom Turcs es trobava a l'Àsia central oriental, en una àrea que s'estenia des de les muntanyes d'Altai a l'oest fins al Tian Shan a l'est, i des del llac Baikal al nord fins a l'Altun Shan al sud. Ja a la fi de l'antiguitat tardana, apareixia un primer imperi turc, el dels köktürks, que jugaren un rol important a partir de mitjan segle vi, i durant més o menys dos segles en la història de l'Orient Mitjà. Aquí començaren més tard les migracions, que conduïren a la fundació de diferents imperis com els qarakhànides, seljúcides o otomans. Va portar, a més, grups turcoparlants a l'Orient Mitjà i a Anatòlia.

### Immigració a Anatòlia

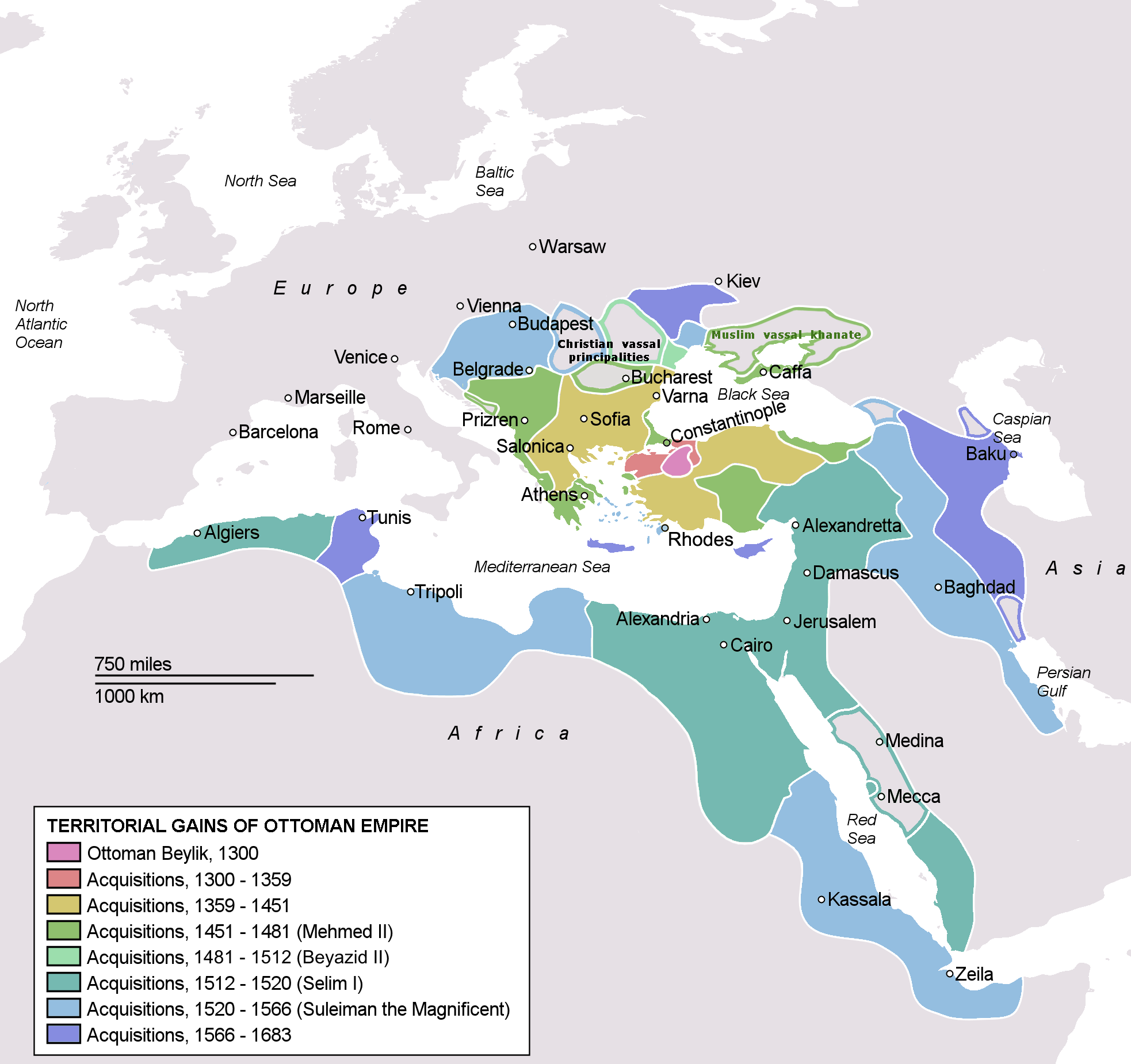
L'Imperi otomà

L'ascens dels turcs a potència islàmica començava ja al segle xi, quan els seljúcides conqueriren una àrea enorme que arribava del Mediterrani a l'Àsia central. El començament de la conquesta turca d'Anatòlia, el van marcar els seljúcides, amb la seva victoriosa batalla de Mantziciert del 1071. L'onada d'immigració de les tribus oghuz, altres ètnies turques i d'elements mongols, va anar oscil·lant entre mitjans del segle xi fins a la fi del segle xv. Aquestes comunitats eren sempre multiètniques i de caràcter polític. Els seus membres havien nascut en la comunitat o bé s'hi havien unit. Aproximadament, van arribar fins al segle xii, de 100.000 a 300.000 "turcs" a Anatòlia. I se'n trobaren allà amb dos o tres milions d'establerts des de feia molt de temps. Probablement, aquests constituïen al segle xiii la majoria relativa a Anatòlia i, a tot estirar, al segle xv, la majoria absoluta de població. El turc s'imposà, en conseqüència, ràpidament, com a llengua usual entre les diferents parts de població. El persa era la llengua de formació i de literatura més important al costat de l'àrab. Totes les cròniques dels seljúcides del Rum es redactaven en persa. Sota la població cristiana, les llengües de formació més importants eren l'arameu-sirià, l'armeni i l'àrab. L'àrab es va utilitzar, fins al segle xvi en l'Imperi otomà i els registres del kadi, documents de fundació i inscripcions. A la fi del segle xvi va ser substituït pel turc otomà.
Després de la conquesta de parts àmplies d'Anatòlia pels turcs, una branca d'aquests va fundar el Soldanat de Rum. Rum representava el primer apogeu cultural i polític de la dominació dels turcs a Anatòlia.
En un informe sobre la croada de Frederic I del Sacre Imperi romanogermànic, l'any 1190 (Historia Peregrinorum), apareix per primer cop el concepte "Turquia" en fonts occidentals. Al segle xiii, es fa servir en moltes fonts europees. En àrab, és la denominació barr al-turkiyya ('País de Turquia') des de començament del segle xiv.
El concepte türk o türki, referit al poble o a l'idioma, té un caràcter pejoratiu en diversos textos històrics i literaris de l'Imperi otomà, tot i limitar-se a grups de població nòmades o rurals.

### L'Imperi otomà
Als seljúcides anatòlics, els seguiren els turcs otomans, que aviat van tenir bona part d'Anatòlia sota el seu domini, i van conquerir Constantinoble l'any 1453. Amb grans campanyes militars, els otomans conqueriren un imperi que s'estenia des d'Armènia fins a Hongria, i de l'estepa del sud de Rússia fins al nord d'Àfrica. També gran part de la península Aràbiga i d'espais de Mediterrani pertanyien a l'Imperi turc.

### El genocidi armeni
El genocidi armeni va ser un conjunt de matances i deportacions massives de població armènia de l'actual territori de Turquia efectuades per l'Imperi otomà entre 1915 i 1923, especialment durant el règim dels Joves Turcs. Es considera que va haver-hi un milió i mig de morts i un milió més de deportats en el que es coneix com la diàspora armènia. En l'actualitat, la República Turca segueix negant oficialment l'existència històrica del genocidi armeni, i atribueix la massacre d'aquest poble a lluites interètniques, malalties i la fam en el període confús de la Primera Guerra Mundial.

### Intercanvi de poblacions entre Grècia i Turquia
Amb la partició de l'imperi al final de la Primera Guerra Mundial va tenir lloc l'intercanvi de poblacions entre Grècia i Turquia, el primer intercanvi de poblacions a gran escala o expulsió d'acord mutu del segle xx, uns dos milions de persones, la majoria d'ells convertits en refugiats per la força i de iure desnaturalitzats dels seus països d'origen. El "Conveni d'intercanvi de poblacions grega i turca" va ser signat a Lausana (Suïssa), el 30 de gener de 1923, pels governs de Grècia i Turquia. L'intercanvi va tenir lloc entre els ciutadans turcs de religió ortodoxa grega establerts en territori de Turquia, i els ciutadans grecs de religió musulmana establerts en territori de Grècia. Els dirigents de Grècia i Turquia van veure l'homogeneïtzació ètnica resultant dels seus respectius estats com a positiva i estabilitzadora, per ajudar a enfortir la naturalesa d'estat nació de tots dos estats.

## Nombre i localització

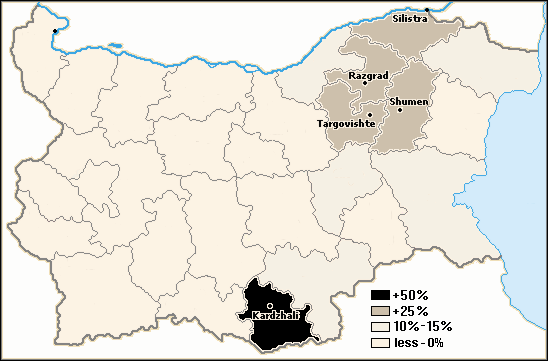
Proporció de turcs a Bulgària, d'acord amb el cens del 2001, a les óblasti

Es considera que, al món, hi ha aproximadament 65 milions de turcs. Al voltant de 58 milions de turcs viuen principalment a la República de Turquia. Com a minoria autòctona, es troben també a Xipre (265.000) i a l'Europa de l'Est del sud, a Bulgària (746.664), sobretot a les óblasti Kardzhali, Razgrad, Shumen, Targovishte i Silistra, Grècia (157.000), sobretot en les prefectures de Ròdope i Xanthi; Macedònia del Nord (79.000), sobretot a Skopje i Gostivar; Romania (44.500), sobretot a la Província de Constanţa i a Kosovo (22.500), sobretot a Prizren i Mamuša. Com a minories no autòctones, viuen igualment a Europa i a Amèrica del Nord, sobretot a Alemanya (2.196.000), als Països Baixos (400.000), a França (224.000), als Estats Units d'Amèrica (171.818) i a Austràlia (150.000).

## Religió
La major part dels turcs religiosos són musulmans sunnites de l'escola hanafita. Formen el segon grup religiós més gran els Alevis. Existeixen també minories xiïtes i petites minories cristianes i jueves de turcs.